# ウェストエンド・シティ・センター
座標: 北緯47度30分48秒 東経19度03分34秒 / 北緯47.51333度 東経19.05944度

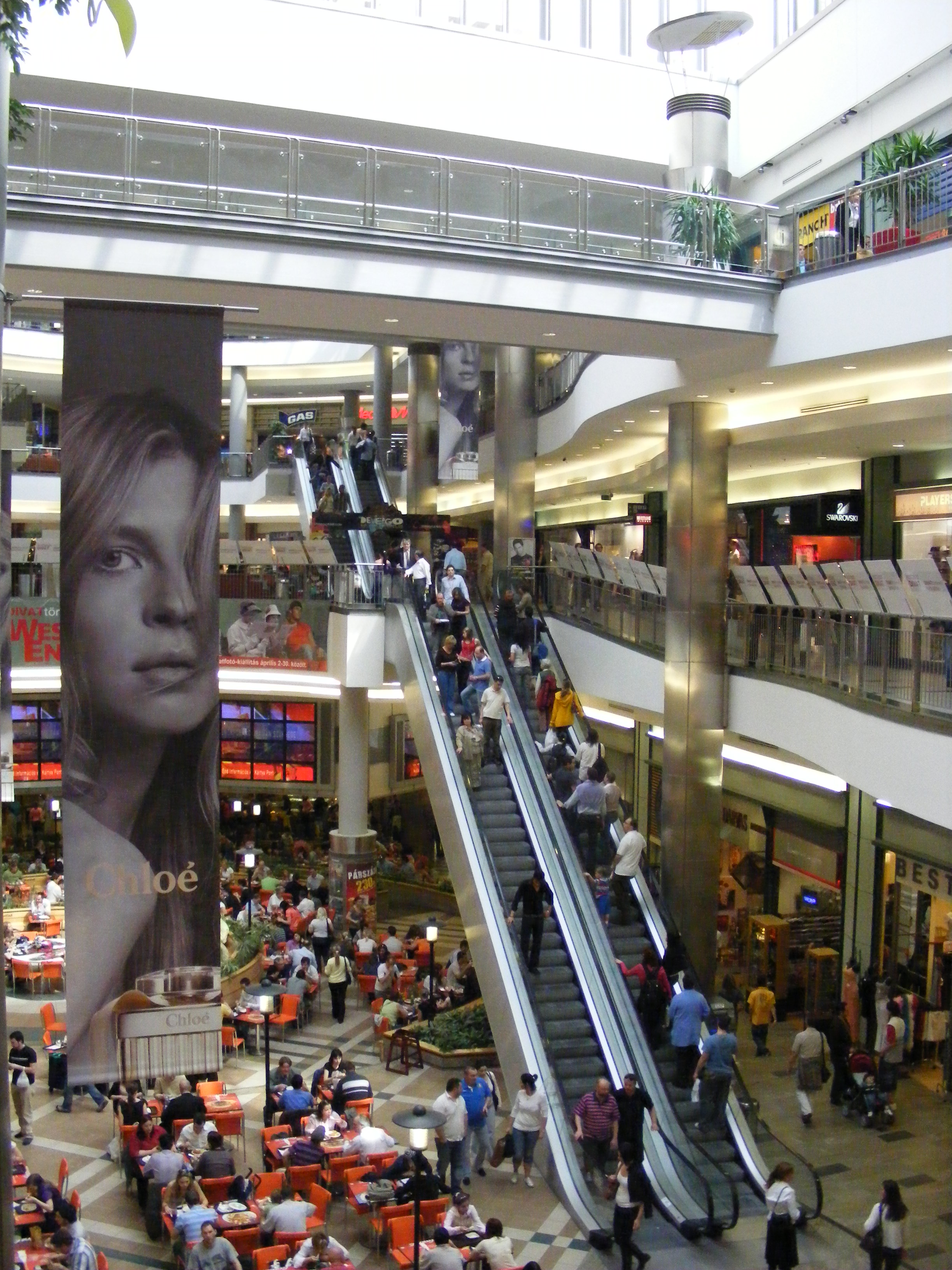
フードコート

ウェストエンド・シティ・センター（英語: WestEnd City Center）とは、ハンガリーのブダペストにあるトリグラーニット社によって建てられたショッピングセンターである。ブダペスト西駅に隣接する位置にあり、1999年11月12日に開業した。当時は、中央ヨーロッパ最大のショッピングモールであった事でも知られている。

## 基礎情報
- 建設者: トリグラーニット社
- 敷地面積: 540,000平方フィート (50,000 m2)
- 床面積: 2,000,000平方フィート (186,000 m2)
- 内訳:
  - 535,000平方フィート (49,700 m2) 商業施設
  - 225,000平方フィート (20,900 m2) オフィス
  - 170,000平方フィート (15,800 m2) ヒルトン・インターナショナル・ホテル
  - 240,000平方フィート (22,300 m2) オープンスペース
- その他: 地下鉄、鉄道、バス、トラムでアクセス可
- 賞: 国際不動産連盟2001年小売最優秀賞